# Las Cañitas (Inés de Santa Cruz y Catalina Ledesma)
Las Cañitas era la denominación popular que se dio a Inés de Santa Cruz y Catalina Ledesma, dos mujeres lesbianas españolas del siglo XVII procesadas por la Inquisición.
Inés era una religiosa de alta cuna, con contactos en la Chancillería de Valladolid, que llegó al cargo de priora de su convento y adquirió fama de beata; mientras que Catalina era una mujer casada, analfabeta y que trabajaba como sirvienta. Sus amores causaron escándalo en las ciudades de Valladolid y Salamanca entre 1601 y 1603. Aunque, tras muchas vicisitudes judiciales, fueron condenadas a azotes y destierro, obtuvieron finalmente el perdón real.
En las actas del proceso, con un lenguaje muy descriptivo (utilizan la denominación "bujarronas"), se testimonia el uso de un consolador, al que debían su mote: trataba la una a la otra con un artificio de caña en forma de natura de hombre ... Con sus manos la abría la natura a la dicha Catalina hasta que derramaba las simientes de su cuerpo en la natura de la otra por lo cual las llamaban Las Cañitas y esto es público y notorio entre las personas que las conocen.
La historia es el primer caso documentado de este tipo en España, y fue recogida por el historiador Federico Garza Carvajal en Las Cañitas. Un proceso por lesbianismo a principios del siglo XVII (2013).Posteriormente, ha sido novelada en No somos flacas mujeres, de Miguel Ángel Márquez.